# Eurillas gracilis
Eurillas gracilis là một loài chim trong họ Pycnonotidae.